# Loi de Delaporte
En théorie des probabilités et en statistique, la loi de Delaporte est une loi de probabilité discrète qui est particulièrement utilisée en science actuarielle,. Cette loi est la convolution d'une loi binomiale négative avec une loi de Poisson. Puisque la loi binomiale négative peut être vue comme une loi de Poisson dont le paramètre de moyenne est lui-même une variable aléatoire de loi gamma, la loi de Delaporte peut être vue comme une loi composée d'une loi de Poisson où le paramètre de moyenne se décompose en deux composants : un composant fixe de paramètre {\displaystyle \lambda }, et un composant de loi gamma de paramètres {\displaystyle \alpha } et {\displaystyle \beta }.
Le nom de cette loi est issue de Pierre Delaporte qui proposa une relation avec le comptage des accidents de voitures en 1959, bien qu'elle apparaisse plus tôt sous différentes formes en 1934 dans un article de Rolf von Lüders où la loi est appelée formulation II (Formel II distribution en allemand).

## Propriétés
Le mode de la loi de Delaporte est donnée par :
{\displaystyle {\begin{cases}z\ \mathrm {ou} \ z+1&{\text{, si }}z{\text{ est l'entier }}z=(\alpha -1)\beta +\lambda \\\lfloor z\rfloor &{\textrm {,}}\ {\textrm {sinon.}}\end{cases}}}
L'asymétrie de la loi de Delaporte est donnée par :
{\displaystyle \gamma _{1}={\frac {\lambda +\alpha \beta (1+3\beta +2\beta ^{2})}{\left[\lambda +\alpha \beta (1+\beta )\right]^{\frac {3}{2}}}}.}
Le kurtosis de la loi de Delaporte est donnée par :
{\displaystyle \gamma _{2}={\frac {\lambda +3\lambda ^{2}+\alpha \beta (1+6\lambda +6\lambda \beta +7\beta +12\beta ^{2}+6\beta ^{3}+3\alpha \beta +6\alpha \beta ^{2}+3\alpha \beta ^{3})}{\left[\lambda +\alpha \beta (1+\beta )\right]^{2}}}.}

## Liens avec d'autres lois
- Si {\displaystyle \alpha =\beta =0}, alors la loi de Delaporte est la loi de Poisson de paramètre {\displaystyle \lambda }.
- Si {\displaystyle \lambda =0}, alors la loi de Delaporte est la loi binomiale négative.